# Massaker von Haditha
Koordinaten: 34° 8′ 23″ N, 42° 22′ 41″ O

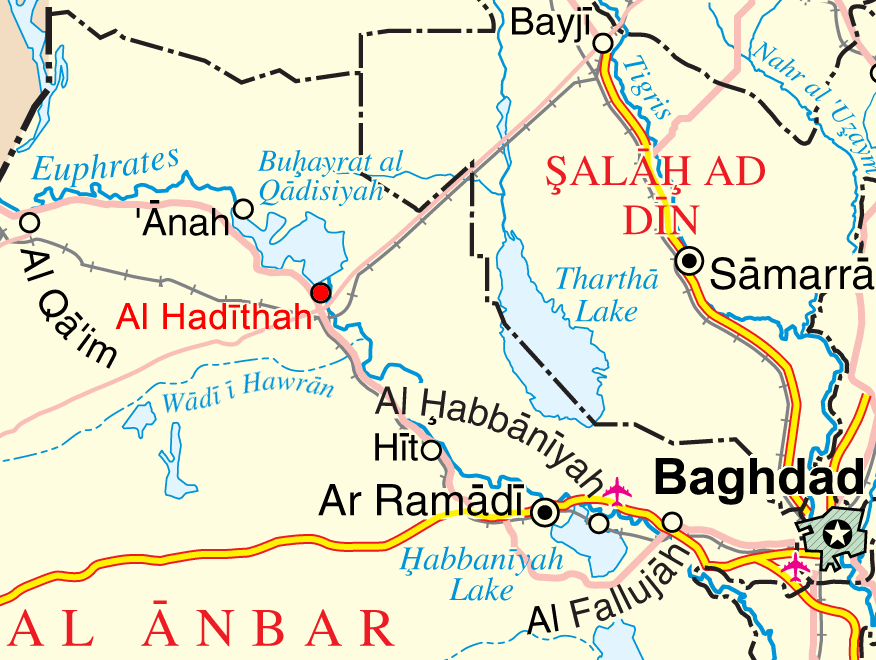
Lage Hadithas im Irak

Als Haditha-Massaker (arabisch مجزرة حديثة, DMG maǧzarat Ḥadīṯa ‚Haditha-Gemetzel‘; englisch Haditha killings, incidents oder massacre) wird ein Massaker an der Zivilbevölkerung in der irakischen Stadt Haditha bezeichnet, das Angehörige der Streitkräfte der Vereinigten Staaten am 19. November 2005 begingen. Im Zuge einer vorsätzlichen Vergeltungsaktion für den Tod eines Kameraden töteten Soldaten des United States Marine Corps 24 irakische Zivilisten, darunter auch Kinder, mittels Gewehrfeuer oder durch Handgranaten.

## Chronologie

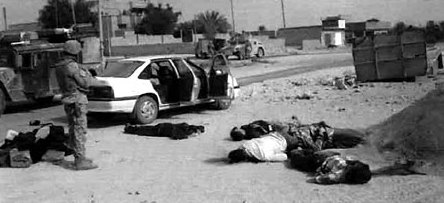
Das Bild zeigt den Tatort und einige der Opfer

### Ablauf nach Angaben der beteiligten Soldaten
Um 7:15 Uhr Ortszeit fuhr eine Kolonne von vier Fahrzeugen der „Kilo-Kompanie“ des 3. Bataillons des 1. Marineinfanterieregiments in Haditha ein. Als sich ihr ein weißes, als „Taxi“ beschriebenes Fahrzeug näherte, gaben die Amerikaner Signal zum Anhalten; während das Fahrzeug auf Höhe des ersten Wagens der kleinen US-Kolonne stoppte, explodierte unter dem vierten Wagen eine Bombe, wobei Lance Corporal Miguel Terrazas getötet wurde.
Über die folgenden Geschehnisse gibt es widersprüchliche Angaben: Nach Darstellung der Marines wurde die US-Kolonne sofort unter Feuer genommen, während die fünf Insassen des Taxis zu flüchten versuchten und dabei erschossen wurden. Anwohner dementierten jedoch sowohl die Beschießung als auch den Fluchtversuch; ihnen zufolge seien die Insassen von den Soldaten aus Rache exekutiert worden.
Im offiziellen Bericht der Marines heißt es, dass 15 Iraker direkt bei der Explosion der Bombe umgekommen seien und acht weitere in Feuergefechten erschossen wurden. Diese Darstellung gilt heute als widerlegt.

### Gegendarstellung
Der irakische Journalismusstudent Taher Thabet kam am 20. November 2005 nach Haditha und machte dort Videoaufnahmen, die im Januar 2006 in die Hände des TIME Magazine gelangten. Der darauf folgende Bericht machte den Vorfall im März 2006 innerhalb der westlichen Öffentlichkeit bekannt. TIME leitete die Aufnahmen an den Militärsprecher Colonel Barry Johnson in Bagdad weiter, der eine formelle Untersuchung empfahl.
Die Umstände der Tötung der Taxi-Passagiere und der Bewohner der Häuser wurden auf Weisung des Oberkommandierenden der US Marines im Irak, Generalmajor Richard Zilmer, untersucht. Die Ermittler besuchten dazu 15 mal den Ort, machten Interviews und vermaßen Einschüsse an Häuserwänden.
Nach Medienberichten und offiziellen Angaben aus dem Pentagon haben Angehörige des US Marine Corps im Zuge dieser Vergeltungsaktion 24 unbewaffnete irakische Zivilisten, darunter neun Frauen, fünf Kinder sowie einen älteren, einbeinigen Mann im Rollstuhl – teilweise aus nächster Nähe – erschossen bzw. durch Handgranatenwurf getötet.

### Vertuschungsversuch
Ranghohe Offiziere des US-Militärs versuchten, den Vorfall zu vertuschen. Nach einem Bericht der Tageszeitung The New York Times (NYT) vom 8. Juli 2006 haben führende Mitglieder des United States Marine Corps bei der Untersuchung des mutmaßlichen Massakers im Irak Fehler im Rahmen ihrer Vorgesetztenfunktion begangen. Generalleutnant Peter W. Chiarelli, damaliger Kommandeur des Multi-National Corps – Iraq, sei zu dem Schluss gekommen, dass Offiziere der Marines „ihre Pflichten verletzt hätten“, berichtete die NYT weiter unter Berufung auf Mitarbeiter des Verteidigungsministeriums. Angehörige der Stäbe von Generalmajor Richard A. Huck, der im Irak eine Division kommandierte, und Oberst Stephen W. Davis hätten Widersprüche und Ungenauigkeiten in einem ersten Bericht nicht untersucht. Chiarelli empfahl nicht näher bezeichnete Disziplinarmaßnahmen für mehrere Offiziere. Der Kommandeur des 3. Bataillons, Oberstleutnant Jeffrey Chessani, und zwei seiner Kompaniechefs wurden ihres Kommandos enthoben.

## Bewertung und Konsequenzen
Dieser Fall wird von der Washington Post und der Menschenrechtsgruppe Human Rights Watch als „das vielleicht schlimmste Kriegsverbrechen im Irak“ eingestuft.
Am 20. November 2005 gab die Militärführung im Camp Blue Diamond in Ramadi eine Pressemitteilung heraus. In dieser macht sie irakische Aufständische, die den Sprengsatz auf der Straße ausgelöst hätten, für den Tod der beteiligten Zivilisten verantwortlich: „Ein US-Marineinfanterist und 15 Zivilisten wurden gestern durch einen am Straßenrand explodierten Sprengsatz in Haditha getötet. Unmittelbar nach der Explosion griffen irakische Aufständische, bewaffnet mit leichten Waffen, einen Militärkonvoi an. Irakische Soldaten und US-Marinesoldaten erwiderten das Feuer und töteten acht Aufständische und verletzten einen weiteren.“
Am 14. Februar 2006 ordnete Lt. Gen. Peter Chiarelli eine Vorabuntersuchung an, da unmittelbar nach dem Vorfall ein Video an die Öffentlichkeit kam, welches die Geschehnisse anders dokumentierte, als das amerikanische Militär sie schilderte.
Am 9. März 2006 leitete der Naval Criminal Investigative Service eine offizielle kriminaltechnische Untersuchung ein, um herauszufinden, ob Soldaten vorsätzlich irakische Zivilisten töteten.
Am 19. März 2006 bestätigten Sprecher der US-Armee – entgegen dem ursprünglichen Bericht des Militärs – dass 15 Zivilisten durch Marines und nicht, wie vorher berichtet, durch irakische Aufständische getötet wurden.
Am 29. Mai 2006 veröffentlichte die Times die Ergebnisse dieser Nachforschungen sowie Interviews mit Augenzeugen. Darin wird beschrieben, dass der kommandierende Offizier, Lieutenant Colonel Jeffrey Chessani, sowie die Offiziere Captain Luke McConnell und Captain James Kimber des 3rd Battalion, 1st Marine Regiment, 1st Marine Division ihrer militärischen Posten enthoben wurden.

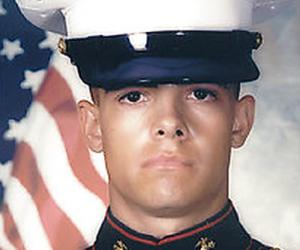
Staff Sgt. Frank Wuterich

Gegen die beteiligten Soldaten wurde wegen Mordes ermittelt, eine separate Ermittlung wegen der Vertuschung lief gegen mehrere Offiziere. Beide Ermittlungen wurden vom US-Militär durchgeführt. Mitte Dezember 2006 wurde gegen den Gruppenführer Staff Sergeant Frank Wuterich sowie gegen drei weitere Soldaten Anklage wegen Mordes und Totschlags erhoben. Irakische Medien forderten hingegen die Überstellung der Angeschuldigten an ein irakisches Gericht und die Todesstrafe. Bis Juni 2008 sind alle Beschuldigten bis auf Wuterich freigesprochen worden.
Am 24. Januar 2012 wurde Frank Wuterich vom Militärgericht zu 3 Monaten Haft verurteilt. Diese Strafe musste er aus Verfahrensgründen nicht absitzen. Da Wuterich sich schuldig bekannt hatte, bei der Tötung der 24 Zivilisten seine Dienstpflicht verletzt zu haben, ließ die Anklage im Gegenzug den Vorwurf des Totschlags fallen.
Nach Aufforderung durch Vertreter der Stadt Haditha bezahlten die Marines nach dem Massaker 1500–2500 US$ Entschädigung für jeden getöteten irakischen Zivilisten (je nachdem, ob Mann, Frau oder Kind) in den ersten beiden betroffenen Häusern. Sie weigerten sich jedoch, Zahlungen für neun weitere von ihnen erschossene Männer zu leisten, welche ihrer Meinung nach Aufständische gewesen seien. Diese Aussage wurde von offiziellen Ermittlern widerlegt, deren Angaben zufolge es sich durchweg um „unschuldige Opfer“ gehandelt habe.
James Crossen, der Soldat, der unmittelbar neben Terrazas saß, wurde ebenfalls durch den am Straßenrand detonierenden Sprengsatz verletzt. In einem Interview mit dem TV-Sender King5 Television in Seattle gab er an, dass Kinder häufig Militärfahrzeuge in Konvois zählen und dies an Aufständische weitergeben würden. Als er über seine Gefühle über die in dem Massaker getöteten Frauen und Kinder befragt wurde, antwortete er dem Moderator, dass er für sie kein Mitgefühl hätte: “No […] Probably half of them were bad guys and you just don't know, so it really doesn't cross my mind. […] Being so far away and it being so hot […] you just lose control sort of and kind of stop caring what happened and I'm pretty sure that's what happened over there.” (deutsch: „Nein […] wahrscheinlich sind die Hälfte von ihnen ohnehin Verbrecher, man weiß einfach nichts Genaues über sie. Ich habe nie wirklich über sie nachgedacht. […] So weit weg und es war so heiß […] du verlierst einfach sozusagen die Kontrolle und hörst irgendwie auf, dich zu kümmern um das, was passierte – und ich bin mir ziemlich sicher, dass es das war, was dort passiert ist.“)
Im Herbst 2007 veröffentlichte Nick Broomfield den Film Battle for Haditha, in dem er die Ereignisse aus verschiedenen Blickwinkeln betrachtet. Der Film gibt einen möglichen Ablauf der tatsächlichen Vorkommnisse wieder.
Der spätere Verteidigungsminister James N. Mattis urteilte in seinen Memoiren, einige Marines hätten „tragische Fehler“ begangen, andere gehörten wegen Disziplinlosigkeit vors Kriegsgericht.

## Bedingungen im Lager der Kompanie Kilo
Am 20. Juni 2006 berichtete die BBC in einer Sendung über die Bedingungen in der K(ilo) Company. Alle vierhundert Angehörigen dieser Einheit waren in der Nähe eines Wasserstaudamms – eines wegen seiner Bedeutung für die Stromerzeugung erheblich gefährdeten potentiellen Angriffsziels – ca. 4,5 km nördlich von Haditha entfernt auf offenem Gelände einquartiert worden. Das Camp wurde aufgrund der Enge der Räumlichkeiten und der dortigen Zustände mit einem „verwilderten Kaninchenbau“ verglichen. Oliver Poole, ein Reporter der BBC, der das Lager besuchte, nannte die Bedingungen „abstoßend“: „Der Umstand, dass Offiziere und Verantwortliche es zugelassen hatten, dass sich die Bedingungen, unter denen dort Menschen lebten, auf ein solch niedriges Niveau verschlechterten, sagt schon etwas aus. Wo waren die Offiziere, die die Standards des US-Militärs im Einsatz aufrechterhielten?“
Es wurde auch berichtet, dass sich die Lebensbedingungen in Haditha unter der US-amerikanischen Besatzung massiv verschlechtert hätten und Übergriffe auf US-Truppen ebenso wie Exekutionen verdächtiger irakischer Informanten an der Tagesordnung seien.
Die US-Armee kündigte nach dem Vorfall von Haditha einen Ethik-Grundkurs für alle Koalitionstruppen im Irak an.